# Союз ТМА-1
«Союз ТМА-1» — російський пілотований космічний корабель, на якому був здійснений пілотований політ до Міжнародної космічної станції. П'ятий політ космічного апарата серії «Союз» до МКС. Екіпаж корабля з трьох космонавтів склав шосту довготривалу експедицію до МКС. Старт відбувся 30 жовтня 2002 року, посадка 4 травня 2003 року. 

## Опис польоту

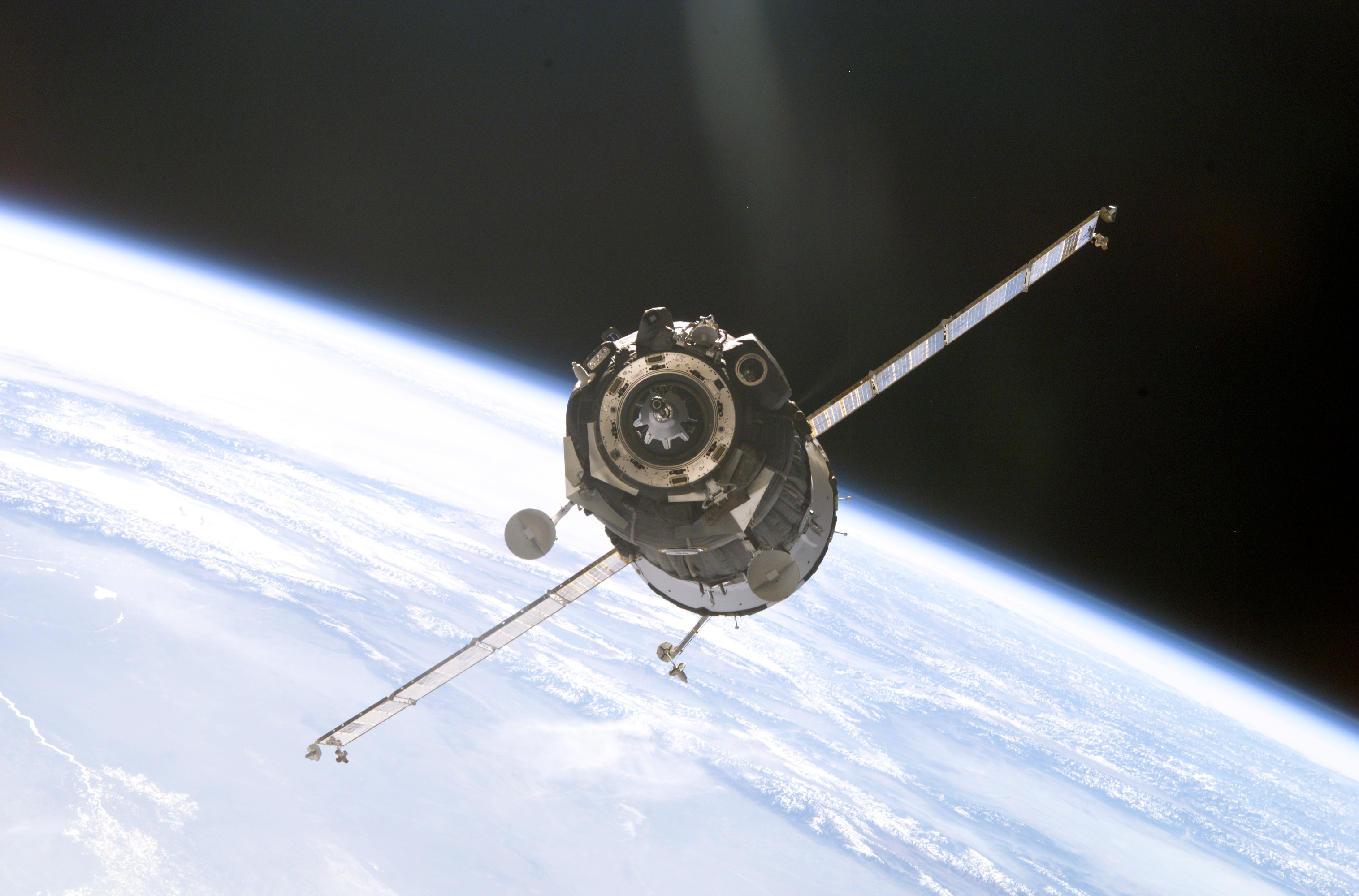
Підліт корабля «Союз ТМА-1» до МКС для стикування

## Параметри польоту
- Маса апарата — ???? т;
- Нахил орбіти — 51,64 °
- Період обертання — 88,81 хв;
- Перигей — 202 км;
- Апогей — 259 км.